# Чириачи, Пьетро
Пьетро Чириачи (итал. Pietro Ciriaci; 2 декабря 1885, Рим, Королевство Италия — 30 декабря 1966, там же) — итальянский куриальный кардинал и ватиканский сановник. Титулярный архиепископ Тарсо с 15 февраля 1928 по 12 января 1953. Апостольский нунций в Чехословакии с 18 марта 1928 по 19 января 1934. Апостольский нунций в Португалии с 19 января 1934 по 12 января 1953. Префект Священной Конгрегации Собора с 20 марта 1954 по 30 декабря 1966. Председатель Папской Комиссии по аутентичному толкованию Кодекса канонического права с 31 мая 1955 по 30 декабря 1966. Кардинал-священник с 12 января 1953, с титулом церкви Санта-Прасседе с 15 января 1953 по 26 сентября 1964. Кардинал-священник с титулом церкви Сан-Лоренцо-ин-Лучина с 26 сентября 1964 по 30 декабря 1966.

## Источник
- Информация  (англ.)